# Marfa Semjonowna Krjukowa

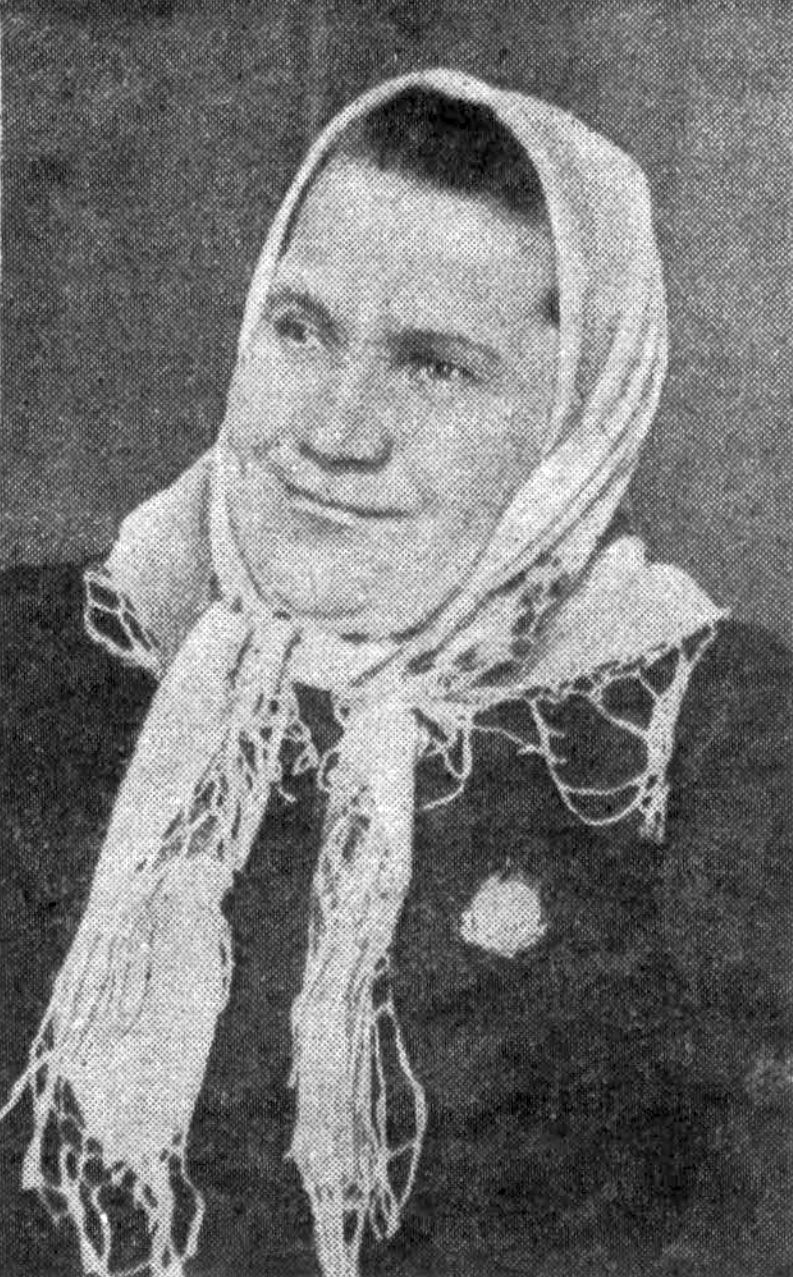
Marfa Semjonowna Krjukowa (1940)

Marfa Semjonowna Krjukowa (russisch Марфа Семёновна Крюкова; * 5. Julijul. / 17. Juli 1876greg. im Dorf Nischnjaja Solotiza am Dwinabusen des Weißen Meeres, Ujesd Archangelsk; † 7. Januar 1954 ebenda) war eine russische bzw. sowjetische Erzählerin und Sängerin.

## Leben
Krjukowas Eltern waren der Fischer Semjon Wassiljewitsch Krjukow und seine Frau Agrafena Krjukowa, die eine bedeutende Bylinensängerin war. Bereits mit 14 Jahren war Marfa Krjukowa in ihrem Dorf als Sängerin und Erzählerin gerühmt.
Der Student der Ethnographie und Folkloristik Alexei Markow kam 1899 und 1901 nach Nischnjaja Solotiza. Er zeichnete von Mutter und Tochter Krjukowa und dem Großvater Wassili Leontjewitsch vorgetragene Bylinen, Lieder und andere Texte auf sowie auch sieben Bylinen und zwei geistliche Gedichte von Marfa Krjukowa selbst und veröffentlichte dann alles.
Nach Markows Besuch wurde Krjukowa von den Folkloristen lange nicht beachtet. Sie konnte nicht heiraten und lebte und arbeitete nach dem Tod ihrer Mutter und ihres Bruders Artemi ab Anfang der 1930er Jahre in der Familie ihrer Schwester Pawla.
Auf Anraten der Folkloristin Anna Astachowa wurde Krjukowa 1934 von dem Aspiranten der Universität Leningrad W. P. Tschuschimow aufgesucht, um einige Texte von ihr aufzuzeichnen und dann zu veröffentlichen. Im selben Jahr wurde Krjukowa von der Chorsängerin Antonina Kolotilowa besucht.
Besonders bemerkt wurde das ausgeprägte Improvisationsvermögen Krjukowas, sodass im März 1937 sie von der Redaktion der Prawda nach Moskau eingeladen wurde, um mit Hilfe Kolotilowas Werke über die Sowjetherrschaft zu schaffen. Das Ergebnis war ein Lenin-Klagelied, das am 9. September 1937 in der Prawda erschien und mehrfach nachgedruckt wurde, und ein Stalin-Ruhmeslied. Noch im selben Jahr schuf sie eine Bylina über den Recken Otto Schmidt.
Später verfasste Krjukowa viele Bylinen über die neue Zeit. Ihre Helden waren Michail Lomonossow, Kliment Woroschilow, Wassili Tschapajew, Maxim Gorki u. a. Von Folkloristen wurden mehr als 150 russische Bylinen in der von Krjugowa vorgetragenen Form aufgezeichnet.
Im April 1938 wurde Krjukowa vom Schriftstellerverband der UdSSR in den Kaukasus geschickt. Sie besuchte in Tiflis eine Schota-Rustaweli-Ausstellung und in Gori das Geburtshaus Stalins, wo sie ein neues Stalin-Lied zu singen begann. Sie reiste dann weiter nach Batumi und Baku. Am 9. August 1938 wurde sie in den Schriftstellerverband der UdSSR aufgenommen.
In ihrem Heimatdorf wurde für Krjukowa 1939 ein neues Haus gebaut.
Krjukowa starb am 7. Januar 1954. Zwei Tage später erschien ihr Nachruf in der Literaturnaja gaseta.

## Ehrungen, Preise
- Orden des Roten Banners der Arbeit (1939)[2]
- Leninorden (1946)[2]
- Medaillen